# Ingrid Reichel
Ingrid Reichel (1961, Sankt Pölten, Baja Austria) es una artista, pintora y ensayista austriaca.

## Biografía
Ingrid Reichel se crio en Kabul (Afganistán) y de 1967 a 1981, en París (Francia). Después regresó a Austria donde vive en St.. Pölten con su familia. Ha tenido las primeras exposiciones en 1991. Como artista trabaja con temas sociopolíticos. Ingrid Reichel es activa en St.. Pölten en la política cultural y se ocupa de hacer conocer el arte a los niños. Desde 2005 escribe reseñas críticas, ensayos, críticas de exposiciones y retratos sobre artistas. Además pertenece al directorio de la Sociedad de Literatura en St. Pölten (literarische Gesellschaft St.. Pölten) y contribuye a la revista literaria etcetera.

## Exposiciones
- 1998: Ciclo Nackte Gedanken, Museo Prehistórico/Castillo de Traismauer y galería Kleiner Bischofshof/Viena
- 1999: Reflections, Exposiciones en grupo
- 2000: Ciclo ZOOM, ORF Landesstudio Niederösterreich, St. Pölten
- 2000: IM_PULS, Congreso de Dentistas, Melk
- 2001: Ciclo "TABU, Museo Comunal, St. Pölten
- 2002: Ciclo Geh.ende, galería fein.sinn, St. Pölten
- 2003: Ciclo isen formunge, Casa Kremayr, Museo Ybbsitz
- 2005: zart beseitigt, Exposición stock.WERK, St. Pölten, i Biblioteca de Baja Austria
- 2007: high.matt.ade, Aktionsradius, Viena
- 2008: Zwischen Sein & Schein, 30 Meter Sonnenschein, fachada del Museo Comunal a St. Pölten